# هندبال در المپیک تابستانی

نماد بازی هندبال

هندبال در بازی‌های المپیک تابستانی نام رویدادهای ورزش هندبال در بازی‌های المپیک تابستانی است که هر چهار سال برگزار می‌شود.

## جدول مدال‌ها
| رتبه | کشور              | طلا | نقره | برنز | مجموع |
| ۱    | اتحاد شوروی (URS) | ۴   | ۱    | ۱    | ۶     |
| ۲    | یوگسلاوی (YUG)    | ۳   | ۱    | ۱    | ۵     |
| ۳    | دانمارک (DEN)     | ۳   | ۰    | ۰    | ۳     |
| ۴    | کره جنوبی (KOR)   | ۲   | ۴    | ۱    | ۷     |
| ۵    | نروژ (NOR)        | ۲   | ۲    | ۱    | ۵     |
| ۶    | فرانسه (FRA)      | ۲   | ۰    | ۱    | ۳     |
| ۶    | کرواسی (CRO)      | ۲   | ۰    | ۱    | ۳     |
| ۸    | آلمان (GER)       | ۱   | ۲    | ۰    | ۳     |
| ۹    | آلمان شرقی (GDR)  | ۱   | ۱    | ۱    | ۳     |
| ۹    | روسیه (RUS)       | ۱   | ۱    | ۱    | ۳     |
| ۱۱   | تیم متحد (EUN)    | ۱   | ۰    | ۱    | ۲     |
| ۱۲   | سوئد (SWE)        | ۰   | ۴    | ۰    | ۴     |
| ۱۳   | رومانی (ROU)      | ۰   | ۱    | ۳    | ۴     |
| ۱۴   | مجارستان (HUN)    | ۰   | ۱    | ۲    | ۳     |
| ۱۵   | اتریش (AUT)       | ۰   | ۱    | ۰    | ۱     |
| ۱۵   | چکسلواکی (TCH)    | ۰   | ۱    | ۰    | ۱     |
| ۱۵   | ایسلند (ISL)      | ۰   | ۱    | ۰    | ۱     |
| ۱۵   | مونته‌نگرو (MNE)   | ۰   | ۱    | ۰    | ۱     |
| ۱۹   | اسپانیا (ESP)     | ۰   | ۰    | ۴    | ۴     |
| ۲۰   | چین (CHN)         | ۰   | ۰    | ۱    | ۱     |
| ۲۰   | لهستان (POL)      | ۰   | ۰    | ۱    | ۱     |
| ۲۰   | سوئیس (SUI)       | ۰   | ۰    | ۱    | ۱     |
| ۲۰   | اوکراین (UKR)     | ۰   | ۰    | ۱    | ۱     |